# Leo Adler (Architekt)

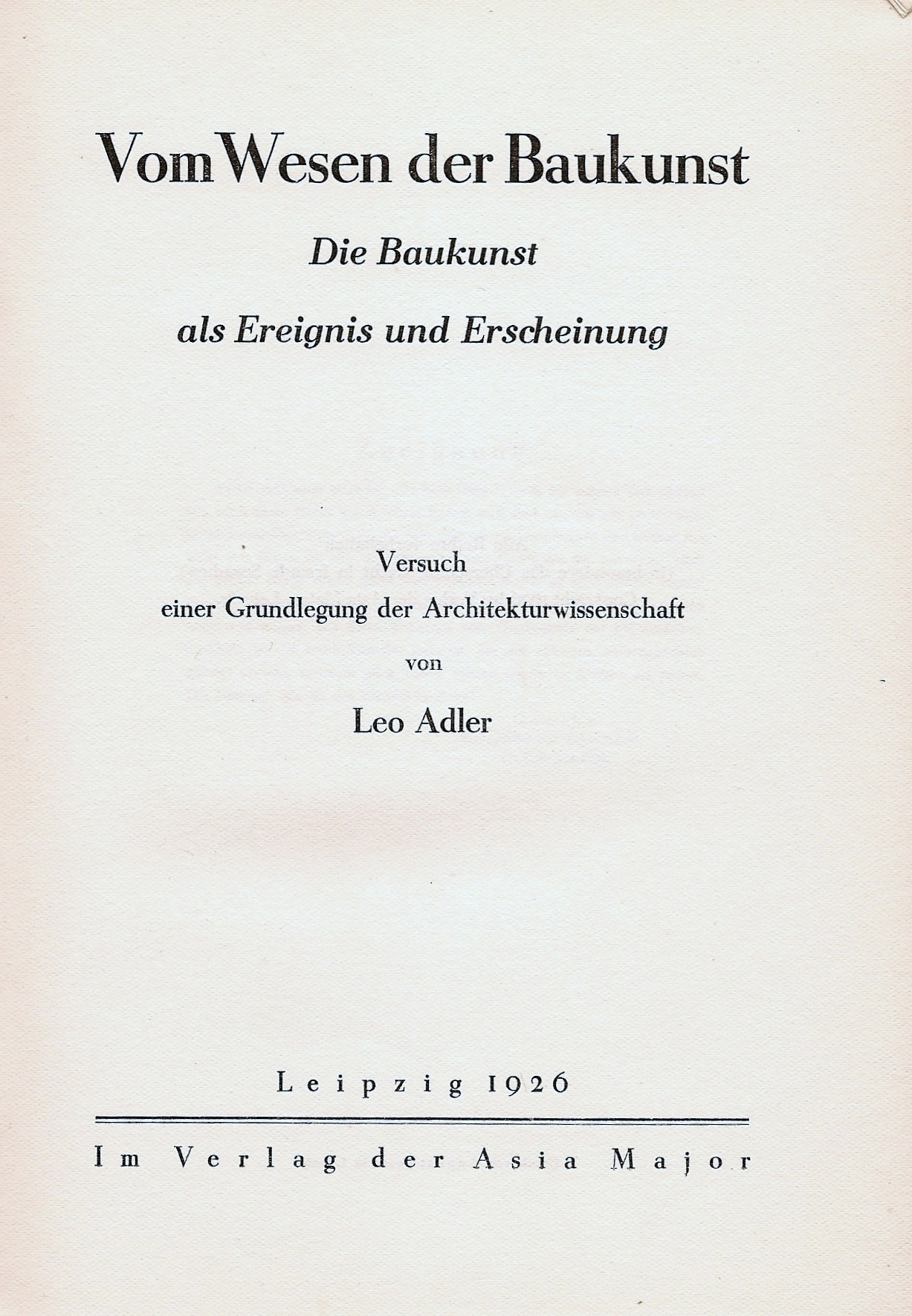
Leo Adler, Vom Wesen der Baukunst, Leipzig 1926:
Leo Adler behandelt im Band I die Baukunst als Ereignis. Der von ihm geplante Band II, die Baukunst als Erscheinung blieb unveröffentlicht.

Leo Adler (* 8. Oktober 1891 in Kertsch, Russland; † 6. August 1962 im Kibbuz En Charod, Israel) war ein deutscher Architekturtheoretiker, Architekturkritiker, Autor und Architekt, Mitglied des Deutschen Werkbundes und des Bundes Deutscher Architekten. Er gehört zu den mehr als 450 Architekten, denen die nationalsozialistischen Nürnberger Gesetze eine selbständige Berufsausübung unmöglich machten.

## Leben
Leo Adler, dessen Familie aus Königsberg stammte, wuchs in Kertsch auf der Krim auf. 1910 begann er ein Architekturstudium an der Technischen Hochschule (Berlin-)Charlottenburg, setzte es Ende 1912 an der Technischen Hochschule München fort, zog nach seinem Studienabschluss 1914 in den Ersten Weltkrieg und wurde vor Verdun schwer verwundet. Nach seiner Genesung promovierte Leo Adler 1920 bei Cornelius Gurlitt an der Technischen Hochschule Dresden mit Beiträge zu einer Entwicklungsgeschichte der Baukunst. Anschließend wirkte er als Architekturtheoretiker und -kritiker, als Mitarbeiter der Reichsforschungsstelle für Wirtschaftlichkeit im Bau- und Wohnungswesen, von 1926 bis 1930 als Schriftleiter von Wasmuths Lexikon der Baukunst (Bände 1–4) in Berlin und gründete 1932 Architectura, Zeitschrift für Geschichte und Aesthetik der Baukunst. In seinem Vorwort als Herausgeber des Heftes 1 dieser Zeitschrift schrieb Adler: „Es ist eine merkwürdige Tatsache, daß gegenwärtig keine Zeitschrift besteht, die ausschließlich der Geschichte und Theorie der Baukunst gewidmet ist. Daß diese Lücke im Schrifttum der Baukunst vielfach bedauert wird, hat der starke Widerhall erwiesen, den der Plan dieser Zeitschrift in Fachkreisen gefunden hat.“ Hier veröffentlichten Fritz Schumacher, Paul Ortwin Rave, Gustav Adolf Platz und andere Architekten, Kunst- und Bauhistoriker ihre Beiträge. Adler konnte nur sechs Hefte herausgeben, weil er sich 1933 gezwungen sah, mit seiner Frau und Tochter vor dem Nationalsozialismus nach Tel Aviv, Palästina, zu flüchten.
Dort wirkte er als Architekt und versuchte u. a. als Redakteur der Architekturzeitschrift Habinjan Bamisrach Hakarov, A Palestine Periodical for Architecture in the Near East Tel Aviv (1937–1938), seine architekturwissenschaftliche Arbeit fortzusetzen. Er entwickelte die Konstruktion einer Perspektive ohne Fluchtpunkt. 1952 zog Leo Adler aus Tel Aviv zu seiner Tochter Vera in den Kibbuz En Harod, wo er bis zu seinem Tod 1962 lebte. Er war von 1952 bis 1958 Zeichenlehrer in der Schule von En Harod und von 1955 bis 1958 Hauptingenieur der Region Gilboa.

## Werk (Auswahl)

### Bauten
- Haus Romanov, Tel Aviv, 1924
- Haus Schlagmann, Tel Aviv, 1936
- Fabrik für Porzellanzähne, Tel Aviv
- 2–3 Mehrfamilienhäuser, Tel Aviv

Quelle:

### Publikationen
Leo Adler schuf vier Artikel:
- Die Berliner Staatsoper für 2500 statt 1600 Zuschauer, Rettungsversuch mit Skizzen. In: Der Städtebau, 1926, 21, Heft 6, S. 88 f., 6 Abb.
- zusammen mit Werner Hegemann: Warnung vor „Akademismus“ und „Klassizismus“. In: Wasmuths Monatshefte für Baukunst. Nr. 1, 1927, S. 1–10 (zlb.de).
- Hoetger, Hoeger, Högg und der Ziegelbau in Deutschland und der Sahara. In: Wasmuths Monatshefte für Baukunst. Nr. 12, 1927, S. 476–477 (zlb.de – 26 Abb.).
- Flurlose Wohnungen. Architekt Alexander Klein, Berlin. In: Wasmuths Monatshefte für Baukunst. Nr. 10, 1928, S. 454–455 (zlb.de – 23 Abb.).

Weiteres
- Beiträge zu einer Entwicklungsgeschichte der Baukunst. Dissertation, Dresden 1920.
- Vom Wesen der Baukunst, Leipzig 1926 (Neuausg. Berlin 2000, Nachwort Martin Kieren).
- Wasmuths Lexikon der Baukunst, Band 1–4 (Schriftleiter), Berlin 1929–1932.
- Neuzeitliche Miethäuser und Siedlungen, (Herausgeber), Berlin 1931 (Neuausg. Berlin 1998, Nachwort Myra Warhaftig).
- Architectura, 1932–1933 (Herausgeber, 6 Hefte).
- HaBinjan baMizrach haQarov (הַבִּנְיָן בַּמִּזְרָח הַקָּרוֹב deutsch ‚Das Bauwesen im Nahen Osten‘, englisch A Palestine Periodical for Architecture in the Near East, Nebentitel). Tel Aviv 1937–1938 (Redakteur).
- Analytische Perspektive. Berlin 1948.